# San Paolo (Michelangelo)
San Paolo è una scultura marmorea (h 127 cm) di Michelangelo, eseguita tra il 1501 e il 1504 circa e collocata nella cattedrale di Santa Maria Assunta a Siena, entro il complesso dell'Altare Piccolomini.

## Storia
Le statue che dovevano completare l'altare nella cappella dei Piccolomini nel duomo dovevano essere in tutto quindici e vennero commissionate a Michelangelo nel 1501 dopo che l'artista precedentemente designato, Pietro Torrigiani, aveva lasciato l'incarico scolpendo una sola statua. Michelangelo lavorò alle statue da Firenze, inviandone all'incirca una all'anno, con un massiccio impiego di aiuti, fino al 1504, ma poi l'impresa senese dovette non soddisfare più le sue ambizioni, essendo ormai lanciato sulla strada della fama e verso progetti di ben maggiore portata, come il David che stava scolpendo proprio in quegli anni.

## Descrizione e stile
Le statue per i Piccolomini appaiono più modeste di altre opere completate in precedenza dall'artista, probabilmente anche a causa della loro collocazione nello spazio piuttosto angusto delle nicchie a cui erano destinate.
Il San Paolo fu sicuramente quella meglio riuscita, con il personaggio avvolto da un ampio mantello dal drappeggio ampio e pesante (in stile "bagnato" derivato dall'esempio di Andrea del Verrocchio) e con una posa contrapposta in cui lo scarto a destra della testa evidenzia una tensione energetica ben percepibile, sull'esempio di Donatello. I capelli folti e ricciuti, il volto dall'espressione concentrata e ferma sono tutti elementi già impiegati nel San Procolo di Bologna e che anticipano il David, sebbene in scala minore.